# Pachycnema nubila
Pachycnema nubila är en skalbaggsart som beskrevs av Schein 1959. Pachycnema nubila ingår i släktet Pachycnema och familjen Melolonthidae. Inga underarter finns listade i Catalogue of Life.